# Pașaport intern
Un pașaport intern este un tip de document de identitate. Utilizările pentru pașapoartele interne au inclus restricționarea cetățenilor unui stat subdivizat la ocuparea forței de muncă în propria zonă (prevenirea migrației acestora către orașe sau regiuni mai bogate), înregistrarea clară a etniei cetățenilor pentru a impune segregarea rasială sau controlul accesului la instalații secrete sau în orașe închise.
Când a apărut pașaportul pentru prima dată, nu a existat o distincție clară între cele interne și cele internaționale. Mai târziu, unele țări au dezvoltat sisteme sofisticate de pașapoarte pentru diverse scopuri și diferite grupuri de populație.
Țările care au în prezent pașapoarte interne includ:
- China (Hukou⁠(d)),
- Coreea de Nord (Hoju⁠(d)),
- Federația Rusă (pașaport pentru cetățeanul Federației Ruse )

Pașapoartele interne au mai fost emise și utilizate anterior de către:
- Imperiul Rus și statele sale succesoare,
- Franța,
- Statele Confederate ale Americii
- Statele Unite (în statele sclavagiste mai înainte de războiul civil),
- Uniunea Sovietică ( pașaportul intern sovietic),
- Imperiul Otoman,
- Africa de Sud, în timpul apartheidului,
- Irak (până în 2016, înlocuit de cardul național)
- Suedia (până în 1860)
- Ucraina (până în 2020)

## Terminologie
În multe țări, cuvântul „pașaport” este folosit în limbajul modern doar pentru desemnarea unui document emis în scopul călătoriilor internaționale, care este supus unei permisiuni discreționare. Cu toate acestea, în Uniunea Sovietică țările post-sovietice, cuvântul „pașaport” se referă în principal la  un document de identificare primar, mai ales dacă are forma unei cărticele. Cu toate acestea, se extinde și prin analogie la alte forme de documente de identificare. De exemplu, carte de identitate (Ucraina), care înlocuiesc pașapoarte interne din perioada sovietică,  se numesc în continuare паспорт (paspost, „pașaport”).

## Vedeți și:
- Al o sută unulea kilometru
- Oraș închis
- Pașaport